# Wilków (gemeente in powiat Namysłowski)
De gemeente Wilków is een landgemeente in het Poolse woiwodschap Opole, in powiat Namysłowski.
De zetel van de gemeente is in Wilków.
Op 30 juni 2004 telde de gemeente 4691 inwoners.

## Oppervlakte gegevens
In 2002 bedroeg de totale oppervlakte van gemeente Wilków 100,57 km², waarvan:
- agrarisch gebied: 90%
- bossen: 2%

De gemeente beslaat 13,45% van de totale oppervlakte van de powiat.

## Demografie
Stand op 30 juni 2004:
| Omschrijving                   | Totaal | Totaal | Vrouwen | Vrouwen | Mannen | Mannen |
| ------------------------------ | ------ | ------ | ------- | ------- | ------ | ------ |
| eenheid                        | aantal | %      | aantal  | %       | aantal | %      |
| inwoners                       | 4691   | 100    | 2370    | 50,5    | 2321   | 49,5   |
| bevolkingsdichtheid (inw./km²) | 46,6   | 46,6   | 23,6    | 23,6    | 23,1   | 23,1   |

In 2002 bedroeg het gemiddelde inkomen per inwoner 1347,42 zł.

## Administratieve plaatsen (sołectwo)
Bukowie, Dębnik, Idzikowice, Jakubowice, Krzyków, Lubska, Młokicie, Pągów, Pielgrzymowice, Pszeniczna, Wilków, Wojciechów-Kolonia Wojciechów.
Zonder de status sołectwo : Chrząstów, Pągówek, Wilkówek.

## Aangrenzende gemeenten
Bierutów, Dziadowa Kłoda, Namysłów